# Carales astur
Carales astur é uma espécie do gênero Carales.  

## Taxonomia
A espécie foi descrita em 1777 por Pieter Cramer. 